# Taraxacum kernianum
Taraxacum kernianum — вид квіткових рослин з родини айстрових (Asteraceae). Вид зростає в Європі: Бельгія, Чехія, Німеччина, Велика Британія, Ірландія, Нідерланди, Польща; це багаторічна рослина помірних біомів.

## Характеристика
Зовнішні приквітки ушир понад 3,5 мм; язичкова смуга фіолетова.